# Arma (roi légendaire d'Arménie)
Pour les articles homonymes, voir Arma.
Arma (en arménien : Արամե), également connu sous le nom de Harma, est le 6e roi légendaire d'Arménie antique, appartenant à la dynastie des Haïkides,.
Il est selon la légende l'un des ancêtres mythiques des arméniens, descendant de Haïk.

## Biographie
Il est le fils de Sisak et le petit-fils du roi Gegham. Son père le nomme gouverneur d'Armavir.
Arame (peut-être son fils selon la légende arménienne) lui succède sur le trône.

## Famille

### Mariage et enfants
De son mariage avec une femme inconnue, il eut peut-être selon certaines sources :
- Haldi[4] ou peut-être Arame